# Uranophora ockendeni
Uranophora ockendeni är en fjärilsart som beskrevs av Rothschild 1912. Uranophora ockendeni ingår i släktet Uranophora och familjen björnspinnare. Inga underarter finns listade i Catalogue of Life.